# Pampanito
Die USS Pampanito (SS-383) ist ein U-Boot der Balao-Klasse, das von der United States Navy im Pazifikkrieg während des Zweiten Weltkrieges eingesetzt wurde. Es liegt heute als Museumsschiff in Fisherman’s Wharf im Hafen von San Francisco.

## Geschichte
Die USS Pampanito wurde im Jahr 1943 auf dem Portsmouth Naval Shipyard in New Hampshire gebaut. Am 6. November 1943 wurde das Boot unter dem Kommando von Lieutenant Commander Charles B. Jackson, Jr in Dienst gestellt. Im Verlauf ihrer Karriere wurde die USS Pampanito zudem von Commander Paul E. Summers und Lieutenant Commander Frank W. Fenno kommandiert. Während des Zweiten Weltkrieges absolvierte das Boot sechs Unternehmungen, in deren Verlauf sechs japanische Schiffe versenkt und vier weitere beschädigt wurden.
Bereits während der ersten Unternehmung entging das Boot nur knapp der Versenkung, nachdem es bei der Verfolgung eines japanischen Konvois von Schiffen der Geleitsicherung entdeckt worden war. Bei der anschließenden Wasserbombenverfolgung wurde die USS Pampanito erheblich beschädigt. Bei der folgenden Unternehmung verfehlten einige Torpedos unbekannten Ursprungs das U-Boot nur knapp.
Am 12. September 1944 versenkte die USS Pampanito während ihrer dritten Unternehmung das japanische „Höllenschiff“ Kachidoki Maru, das 900 US-amerikanische Kriegsgefangene an Bord hatte. Zwei Tage später kehrte die Pampanito zur Versenkungsstelle zurück und nahm 73 Schiffbrüchige auf, die sich als Kriegsgefangene an Bord eines anderen, ebenfalls versenkten „Höllenschiffes“ befunden hatten. Die Rakuyo Maru war wenige Tage zuvor durch die USS Sealion, ebenfalls ein Balao-Boot, versenkt worden. Das Schiff hatte 1.300 Kriegsgefangene an Bord, von denen insgesamt 295 gerettet wurden, davon 159 von den eigenen Streitkräften. 656 der US-amerikanischen Soldaten, die sich an Bord der Kachidoki Maru befunden hatten, wurden von japanischen Schiffen aufgenommen und in Japan interniert. Etwa 500 von ihnen konnten bei Kriegsende von den eigenen Truppen befreit werden.
Im November 1944 wurden mehrere japanische Schiffe von einem massierten Aufgebot an US-amerikanischen U-Booten im Pazifik versenkt, die zum Teil nach einer als wolfpack (vgl. auch „Rudeltaktik“) bezeichneten Art der Gruppentaktik vorgingen. Die USS Pampanito versenkte ein Schiff mit 1.200 BRT.
Den letzten Einsatz absolvierte das U-Boot im Frühjahr 1945 unter dem Kommando von Lieutenant Commander Summers. Das Boot patrouillierte im Februar zwischen Luzon und dem Kurilen-Archipel, wo Kommandant Summers zwei japanische Schiffe mit insgesamt 10.488 BRT versenkte.
Am 15. Dezember 1945 wurde das U-Boot außer Dienst gestellt. Im Jahr 1962 wurde die USS Pamponito jedoch reaktiviert und diente bis zum 20. Dezember 1971 als Schulschiff der United States Navy Reserve. Am 20. Dezember 1971 wurde das Boot endgültig außer Dienst gestellt und im Jahr 1976 der National Maritim Museum Association übergeben. Am 15. März 1982 wurde das Boot als Museumsschiff der Öffentlichkeit zugänglich gemacht.
Die USS Pampanito liegt derzeit am Kai von Fisherman's Wharf im Hafen von San Francisco und kann besichtigt werden. Das Boot wurde im 1996 erschienenen Film Mission: Rohr frei! genutzt, in dem es um ein Weltkriegs-U-Boot geht, das für eine geheime Mission reaktiviert wird. Da das U-Boot nicht mehr aus eigener Kraft bewegt werden kann, wurde die USS Pampanito hierbei für einige Szenen in Schlepp genommen.